# Клеменс Бецель
Клеменс Бецель (нім. Clemens Betzel; 9 червня 1895, Ульм — 27 березня 1945, Данциг) — німецький воєначальник, генерал-лейтенант вермахту, оберштурмбаннфюрер СА. Кавалер Лицарського хреста Залізного хреста з дубовим листям.

## Біографія
Учасник Першої світової війни. Після демобілізації армії залишений у рейхсвері. 30 вересня 1930 року вийшов у відставку, наступного дня вступив у СА. 15 серпня 1939 року призваний в армію і призначений командиром 2-го дивізіону 93-го артилерійського полку. З 7 січня 1941 року — командир 3-го дивізіону 103-го артилерійського полку. З 21 листопада 1941 по 1 березня 1944 року — командир свого полку. З 20 березня 1944 року — командир 9-ї танкової, з 1 травня 1944 року — 4-ї танкової, з 1 вересня 1944 року — 529-ї піхотної дивізії. Учасник боїв на Віслі і в Курляндському котлі. Загинув у бою.

## Звання
- Фанен-юнкер (6 серпня 1914)
- Фенріх (18 січня 1915)
- Лейтенант (31 березня 1915)
- Оберлейтенант (11 вересня 1918)
- Гауптман (1 травня 1928)
- Оберштурмбаннфюрер СА (1 жовтня 1933)
- Гауптман до розпорядження (15 серпня 1939)
- Майор до розпорядження (1 квітня 1940)
- Оберстлейтенант (1 квітня 1941)
- Оберст (1 квітня 1942)
- Генерал-майор (1 липня 1944)
- Генерал-лейтенант (1 січня 1945)

## Нагороди
- Залізний хрест 2-го і 1-го класу
- Орден «За військові заслуги» (Баварія) 4-го класу з мечами
- Спортивний знак СА в бронзі
- Почесний хрест ветерана війни з мечами
- Медаль «У пам'ять 13 березня 1938 року»
- Медаль «У пам'ять 1 жовтня 1938»
- Застібка до Залізного хреста
  - 2-го класу (24 вересня 1939)
  - 1-го класу (11 жовтня 1939)
- Нагрудний знак «За участь у загальних штурмових атаках» в сріблі (7 лютого 1942)
- Медаль «За зимову кампанію на Сході 1941/42» (19 серпня 1942)
- Німецький хрест в золоті (11 березня 1943)
- Сертифікат Пошани Головнокомандувача Сухопутних військ Вермахту (19 вересня 1943)
- Лицарський хрест Залізного хреста з дубовим листям
  - лицарський хрест (5 вересня 1944)
  - дубове листя (№774; 11 березня 1945)
- Відзначений у Вермахтберіхт (3 листопада 1944)